# 魯班鎖

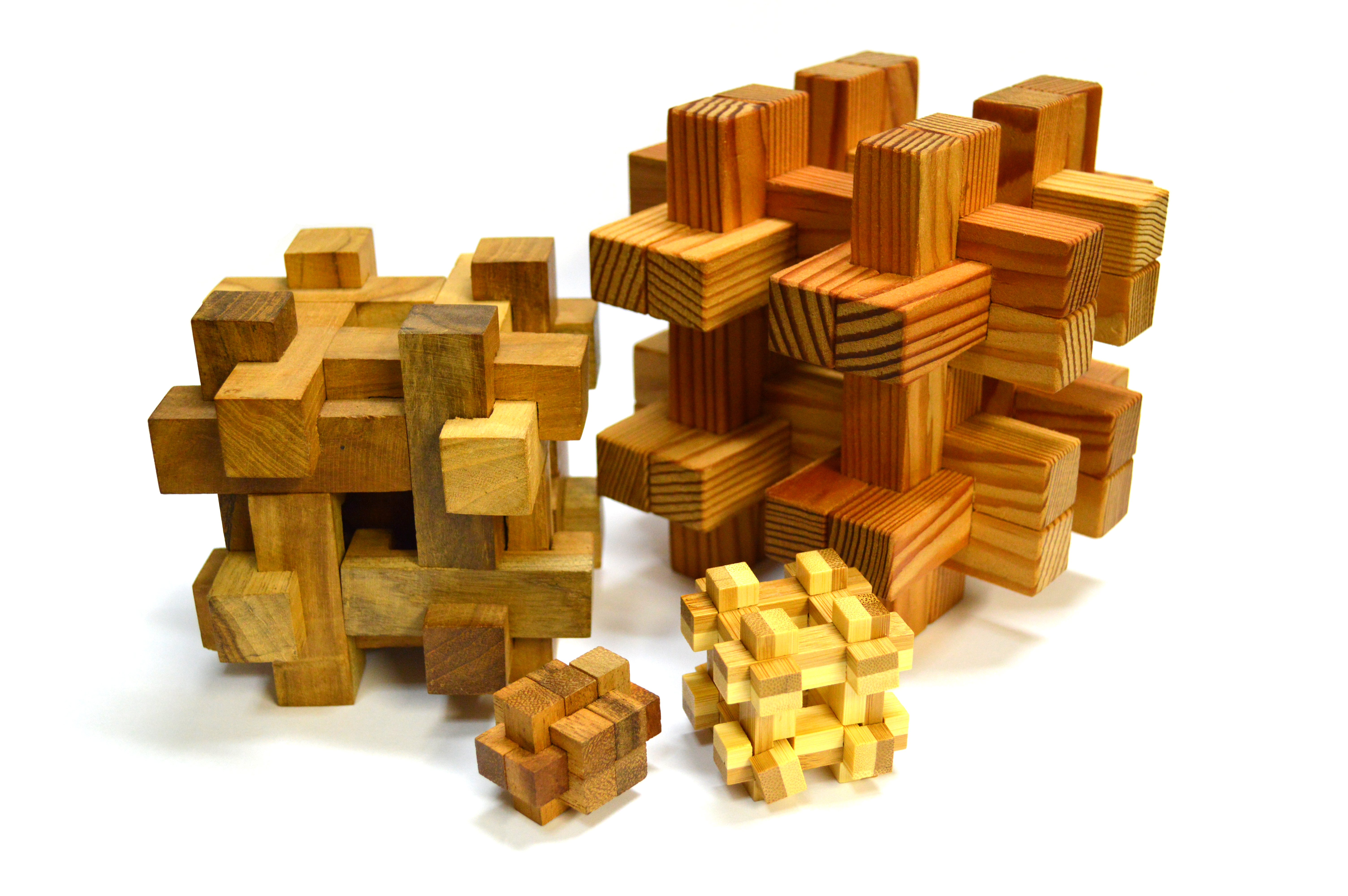
魯班鎖(Burr puzzles)

魯班鎖，或稱孔明鎖，是種一种三轴组合的积木，以六根型（2-2-2）最流行。此類結構在中國民間建築、生活應用上甚早，但委名為魯班或孔明所發明的玩具。这类似其他的经典谜题，如七巧板。

## 歷史
其起源尚不明确，也没有确切文献证明鲁班锁由鲁班或诸葛亮发明，最早記載是钱伯斯的《百科全書》中一張1698年的扉頁。
1785年，德國玩具製造商Peter Fredrick Catel的玩具目錄上刊載分別名為Large Devil's Hoof 、Small Devil's Hoof的魯班鎖，前者有廿四個組件，後者六個組件。
1889年唐再豐，在《中外戲法圖說》繪圖介紹六子連芳、嶄法、桂花球子的解法。

## 六子聯方

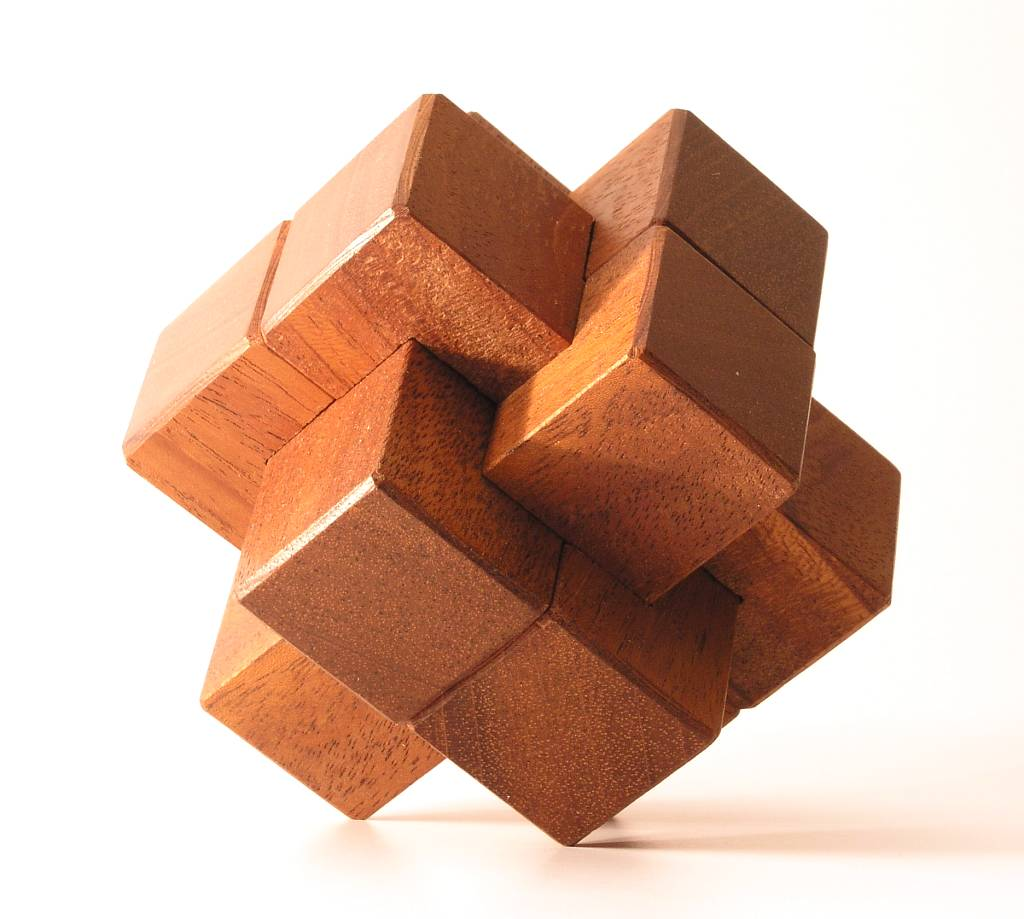
六子聯方

六子聯方

六子聯方是最知名和大概最古老的聯方。這實際上是一個系列的聯方，都共享相同的成品形狀和基本形狀塊。六子聯芳、或稱六子聯方、六合榫，其最普遍的樣式是O.W.Brown在1917年申請專利，通常最後一根插入的組木，並不作榫，以方便直接插入組合，其他五根組木就有很多變化，其中美國數學家比尔·卡特勒以大型電腦做過分析，結果發現至少有369個不同的可用組木，這些組木可排成約12萬種不同拼法的「六子聯方」。

## 其他聯方
其他有七根（2-2-3）、八根（2-2-4）、九根（2-3-4）、十二根（4-4-4）及二十七根（9-9-9）組木的組合。

## 外部連結
- 各種魯班鎖